# 客語流行音樂
客語流行音樂（英語：Hakka popular Music、簡稱Hakkapop）是以客家語創作、演唱的流行音樂，又稱現代客家音樂。該文化主要流行於馬來西亞、臺灣、印尼山口洋、中國廣東，其中又以臺灣的客語流行音樂最為蓬勃發展。

## 起源
客家樂壇在1970年代以前，有著商業化的客家傳統音樂唱片，包含客家傳統說唱藝術、山歌和客家小調為主。1970年代起受到香港樂壇以西方曲風創作粵語歌曲的啟發，馬來西亞以及臺灣兩地不約而同地開啟了客語流行音樂的發展。

### 馬來西亞
1978年，馬來西亞音樂人張少林與華語歌手邱清雲相識，張便將許冠傑的粵語歌〈天才與白癡〉改作為客家語的〈阿婆賣鹹菜〉給邱演唱，轟動馬來西亞，銷售十多萬張。此為馬來西亞客家音樂二十餘年發展的濫觴。

### 臺灣
同時，臺灣作曲家吳盛智也受到香港許冠傑的粵語流行歌曲影響，啟發為客家語言製作音樂的動機，吳遂與涂敏恆一同投入客家流行音樂的創作，於1981年發行臺灣第一張客語流行歌曲唱片。

## 發展

### 馬來西亞
馬來西亞音樂製作人張少林將香港風行的粵語歌曲改作為客語歌在當地發行，流行於馬來西亞、新加坡甚至印度尼西亞的客語區。捧紅了邱清雲、謝玲玲，邱清雲在馬來西亞有客家歌王之稱，是1980年代當紅的華人歌手。這個時期的歌曲的特色是反映市井、社會低下階層心聲。張少林一人創作上千首歌曲，但1990年代後，張的音樂風格與年輕人的流行曲風漸行漸遠，後繼無人的情況下，馬來西亞的客語流行市場逐漸沒落。

### 臺灣
1980年代成立的客家唱片公司中，較知名的有漢興傳播、龍閣文化、吉聲影視。1989年涂敏恆的〈客家本色〉，提醒客家人不忘本，奉勸所有客家人不要忘記祖先開墾的艱辛。該曲成為臺灣客家人最具代表性的一首歌曲。
此時期的臺灣客家音樂，受到閩南語那卡西歌曲的影響，雖有不小的躍進，但曲調創新不足，以致喜好者的年齡層偏高，其風行範圍仍幾乎不脫客家語通行地區。在吳盛智、林子淵、涂敏恆相繼過世後，臺灣客家樂壇的發展一度沉寂，而客家流行音樂的能見度到1990年代臺灣的客家運動興起後才逐漸提高。

## 客家新音樂
1990年代起，臺灣社會對族群文化和地方特色更為重視，許多客籍音樂家紛紛投入客語音樂創作。臺灣客語樂壇從2003年起，唱片作品數倍增，透過發達的各式媒體傳播，使客語音樂逐漸打入面向年輕人的流行音樂市場。另外由於網路的普及，客家音樂打破了傳統客家媒體侷限於地區性的限制。

### 多元化發展
這個時期，除了唱片公司維持著原有的中高年齡層客家音樂市場，資深音樂製作人湯運煥（東東）、劉劭希、傅也鳴、顏志文、謝宇威、黃連煜、黃子軒、劉榮昌等人也從華語流行樂壇相繼投入客家流行音樂領域。
2004年起，每年舉辦臺灣母語原創音樂大賞，在比賽中發掘許多新興的音樂人才。此時期的音樂創作新秀，已逐漸擺脫客家傳統的束縛，多以當代生活情感的角度、時下流行曲的風格創作音樂，為客語流行音樂注入一股活力。

### 中華民國客家委員會推動客語流行樂發展
隨著臺灣社會對族群文化的關注日益提升，2001年張俊雄內閣成立行政院客家委員會，將客家政策提升到中央政府層級，各縣市政府也紛紛成立客家事務專責單位。2002年起，客委會推動客家語言流行音樂的發展，舉辦夏客風演唱會於臺灣各地巡迴演唱。也舉行客家MV創作大賽，獎勵徐千舜等多位創作歌手的努力。並設立客家電視臺，提供客家語言更高曝光的媒體平臺。此外，金曲獎各在2003、2005年設立最佳客語演唱人獎和最佳客語流行音樂演唱專輯獎。

### 網路傳播
由於網際網路普及，此時期的客家音樂也不再侷限於客家地區的地方廣播電臺，各地的客家流行歌曲透過網路傳播到更遠的地方。印尼西加省山口洋有許多將華語流行樂翻唱為客語的再創作。中國的客家音樂創作者受到閩南語和粵語流行音樂的啟發，也開始嘗試創作客語流行音樂。

## 相關作品
- 遠方的鼓聲 （页面存档备份，存于） [39]，詞曲：湯運煥（東東）
- 客家世界 （页面存档备份，存于）[40]，詞曲：黃連煜
- 客家本色 （页面存档备份，存于）[41]，詞曲：敏恆
- 問卜歌 （页面存档备份，存于）[42]，詞曲：謝宇威
- 存在 （页面存档备份，存于）[43]，詞曲：曾雅君
- 看花 （页面存档备份，存于）[44]，詞曲：徐千舜
- 月光光 （页面存档备份，存于）[45]，詞曲：邱幸儀

## 知名客語音樂人

### 臺灣
- 鄧雨賢
- 涂敏恆
- 吳盛智
- 林子淵
- 湯運煥（東東）
- 劉劭希
- 傅也鳴
- 顏志文
- 謝宇威
- 黃連煜
- 劉榮昌
- 劉秀暐
- 鍾永豐
- 欒克勇
- 邱幸儀
- 吳勇濱
- 徐千舜
- 徐筱寧
- 許仁杰
- 羅文裕
- 曾雅君
- 溫尹嫦（米莎）
- 李文宏
- 羅茵茵
- 陳雙
- 林生祥
- 生祥樂隊
- 觀子音樂坑
- 交工樂隊
- 生祥與瓦窯坑3
- 好客樂隊
- 拷秋勤
- OK繃樂團
- 黃瑋傑
- 新寶島康樂隊
- 山狗大後生樂團
- 羅思容與孤毛頭樂團
- 劉阿昌與打幫你樂團
- 黃子軒與山平快ZiXuan & Slow Train
- 神棍樂團ZenKwun
- 二本貓Urban Cat

### 馬來西亞
- 張少林
- 邱清雲
- 謝玲玲

### 中國大陸
- 盧小娟
- 曾輝彬

## 另見
- 夏客風演唱會
- 客語流行音樂專有獎項
  - 臺灣原創流行音樂大獎#客語組
  - 金曲獎，最佳客語專輯獎 (金曲獎)、最佳客語歌手獎 (金曲獎)
  - 客家流行音樂大賽